# 過海隧道巴士933線
過海隧道巴士933線是香港一條過海巴士路線，由城巴有限公司營辦，於2021年4月26日投入服務，來往荃灣西站及西灣河，途經荃灣市中心及環宇海灣後，取道荃灣路、西九龍公路、西區海底隧道及中環及灣仔繞道往返港島東區之北角、鰂魚涌及太古城，只於星期一至五上、下午繁忙時間分別提供去程及回程服務，全程收費為$19.6。

## 歷史
過往荃灣區除了青龍頭及深井外，並未有往返港島東的巴士路線，荃灣區議會曾要求開辦連接荃灣市中心及港島東的巴士服務。
為配合荃灣西站及周邊地區的發展而帶來的新增乘客需求，及配合中環及灣仔繞道啟用，運輸署於《2019－2020年度巴士路線計劃》建議開辦開辦一條全新過海路線，來往荃灣西站及西灣河（太安街），去程及回程於荃灣市中心內分別行經楊屋道及沙咀道，過馬頭壩道及德士古道後取道荃灣路、西九龍公路、西區海底隧道及中環及灣仔繞道往返東區，回程並繞經中環，於星期一至五上、下午繁忙時間分別提供兩班去程及一班回程服務。雖然有區議員建議擴大新路線在東區的服務範圍，惟運輸署認為新路線以主要服務繁忙時間往返新界西及鰂魚涌的乘客，建議行車路線已能滿足乘客需求。
2021年3月，運輸署把此路線的專營權批予城巴，編號為「933」，原預計於同月29日開辦，最終要延遲至同年4月26日起投入服務，並增至來回各開四班車，城巴商務總監吳義君更在此線開辦當日親自駕駛其中一個往西灣河方向的班次。同年12月13日起，933線試驗提早由荃灣西站開出之頭班車時間至07:10，及提早由西灣河開出的首兩班車時間至18:05及18:25，原定為期三個月至翌年3月11日，後獲延長試驗直至另行通知。
為加強荃灣區對港島東的聯繫，城巴及運輸署於《2022－2023年度巴士路線計劃》內，建議933線來回程改經糖水道出入東區走廊，以配合北角站一帶乘客需求，同時調整部份班次的開出時間。相關建議於2022年8月8日起實施，933線當日起往西灣河方向於渣華道近琴行街及電照街增設分站，往荃灣西站方向則加停英皇道近健威花園及琴行街，同時調整荃灣西站開出時間為星期一至五07:05、07:35、07:50及08:15。2024年7月2日起，933線往荃灣西站方向不再途經中環，取消位於干諾道中近皇后像廣場及砵典乍街的巴士站。

## 服務時間及班次
933線每個方向於星期一至五繁忙時間在固定時間開出4班常規班次，星期六、日及公眾假期不設服務，列表如下：
| 荃灣西站開 | 西灣河開 |
| ---------- | -------- |
| 07:05      | 18:05    |
| 07:35      | 18:25    |
| 07:50      | 18:55    |
| 08:10      | 19:25    |

## 收費
933線全程收費為$19.6，均設12歲以下小童及65歲或以上長者半價優惠設12歲以下小童及65歲或以上長者半價優惠。60歲－64歲香港居民、65歲或以上長者與合資格殘疾人士如以指定八達通繳付933線的車資，可享有長者及合資格殘疾人士公共交通票價優惠計劃提供的$2票價優惠。乘客登車時需以現金或八達通卡繳付車資，不設找贖；而每位成人乘客可免費帶同最多兩名四歲以下而且不佔座位的兒童乘車。此外，乘客亦可使用指定電子支付工具繳付車資，使用此支付方式的乘客可享有與其他城巴獨營路線或聯營線城巴班次之轉乘優惠，惟不適用於與非城巴路線之轉乘優惠，乘客亦不能享有「公共交通費用補貼計劃」及「長者及合資格殘疾人士公共交通票價優惠計劃」。
933線沿途單向分段收費如下：
| 上車地點＼落車地點     | 西灣河 | 荃灣西站 |
| ---------------------- | ------ | -------- |
| 西區海底隧道巴士轉乘站 | $13.1  | $11.0    |
| 琴行街起               | $5.6   | 不適用   |
| 龍德街起               | 不適用 | $6.6     |

## 用車
根據《2022－2023年度巴士路線計劃》，933線使用4輛雙層巴士行走，主要用車為Enviro500 MMC 12米（8547－8567）、其12.8米版本（6460－6499、6700－6701）及富豪B8L 12米（8806－8829）。這批巴士皆配備歐盟六型環保引擎、電子穩定控制系統、車速限制減速控制裝置和雙輪椅停泊位，以及全數座椅皆設有安全帶。

## 行車路線

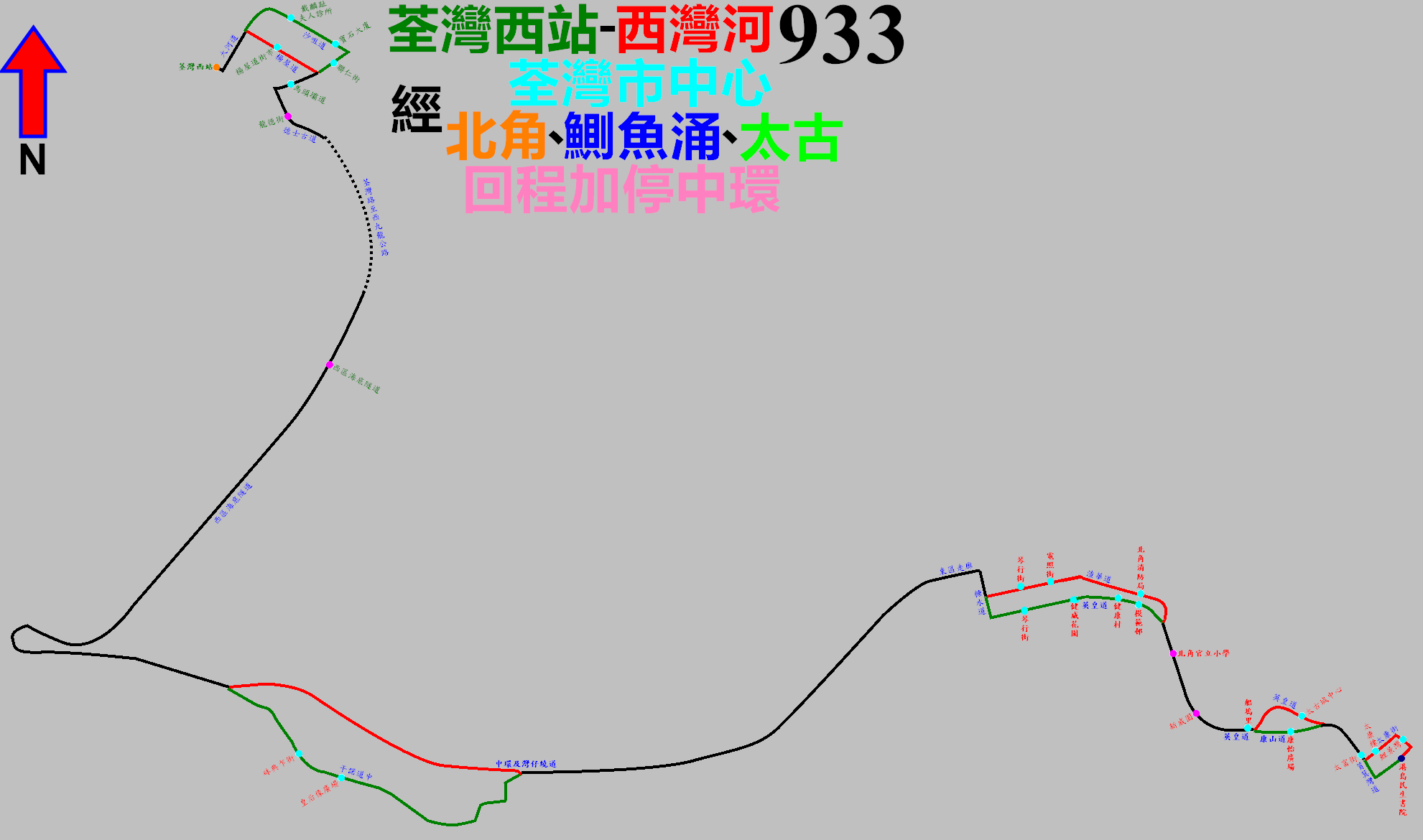
過海隧巴933線的走線圖

933線由荃灣西站開出的班次途經大河道、楊屋道、馬頭壩道、德士古道、荃青交匯處、荃灣路、葵涌道、青葵公路、西九龍公路、西區海底隧道、干諾道西天橋、林士街天橋、中環及灣仔繞道、東區走廊、糖水道、渣華道、英皇道、筲箕灣道、太康街、鯉景道及太安街前往西灣河；由西灣河開出的班次途經太安街、筲箕灣道、英皇道、康山道、英皇道、糖水道、東區走廊、中環及灣仔繞道、林士街天橋、干諾道西天橋、西區海底隧道、西九龍公路、青葵公路、葵涌道、荃灣路、荃青交匯處、德士古道、馬頭壩道、聯仁街、沙咀道及大河道前往荃灣西站，具體停站請參考資訊框。

## 使用狀況
933線定線直接，亦毋需繞經交通繁忙的中環，吸引不少乘客，客量較同期開辦的976、986與989高。
根據《2022－2023年度巴士路線計劃》，933線最繁忙一小時載客率為69%。